# Cingalina salebrosa
Cingalina salebrosa är en insektsart som beskrevs av Morgan Hebard 1932. Cingalina salebrosa ingår i släktet Cingalina och familjen torngräshoppor. Inga underarter finns listade i Catalogue of Life.